# Parafia św. Jana Chrzciciela w Targowie
Parafia świętego Jana Chrzciciela w Targowie – parafia rzymskokatolicka znajdująca się w archidiecezji warmińskiej, w dekanacie Pasym.